# Collegio di Mitcham and Morden
Mitcham and Morden è un collegio elettorale situato nella Grande Londra, e rappresentato alla Camera dei comuni del Parlamento del Regno Unito. Elegge un membro del parlamento con il sistema first-past-the-post, ossia maggioritario a turno unico; l'attuale parlamentare è Siobhain McDonagh del Partito Laburista, che rappresenta il collegio dal 1997.

## Estensione

Mitcham and Morden dal 2010 al 2024

- 1974-1983: i ward del borgo londinese di Merton di Mitcham Central, Mitcham East, Mitcham North, Mitcham South, Mitcham West, Morden e Ravensbury.
- 1983-2010:  i ward del borgo londinese di Merton di Colliers Wood, Figge's Marsh, Graveney, Lavender, Longthornton, Lower Morden, Phipps Bridge, Pollards Hill, Ravensbury e St Helier.
- 2010-2024:  come sopra, con in aggiunta il ward di Cricket Green, e con in meno il ward di Phipps Bridge.
- dal 2024:  i ward del borgo londinese di Merton di Cannon Hill, Cricket Green, Colliers Wood, Figge's Marsh, Graveney, Lavender, Longthornton, Lower Morden,  Pollards Hill, Ravensbury e St Helier.[1]

## Membri del parlamento
| Elezione | Elezione | Deputato           | Partito            |
| -------- | -------- | ------------------ | ------------------ |
|          | Feb 1974 | Bruce Douglas-Mann | Laburista          |
|          | 1981     | Bruce Douglas-Mann | Social Democratico |
|          | 1992 (S) | Angela Rumbold     | Conservatore       |
|          | 1997     | Siobhain McDonagh  | Laburista          |

## Elezioni

### Elezioni negli anni 2020
| Partito                    | Partito                                | Candidato                  | Risultati 4 luglio 2024 | Risultati 4 luglio 2024 |
| Partito                    | Partito                                | Candidato                  | Voti                    | %                       |
| -------------------------- | -------------------------------------- | -------------------------- | ----------------------- | ----------------------- |
|                            | Laburista                              | Siobhain McDonagh          | 25 085                  | 55,43                   |
|                            | Conservatore                           | Ellie Cox                  | 6 324                   | 13,97                   |
|                            | Verdi                                  | Pippa Maslin               | 4 635                   | 10,24                   |
|                            | Reform UK                              | Ruth Price                 | 4 135                   | 9,14                    |
|                            | Lib Dem                                | Jenifer Gould              | 3 622                   | 8,00                    |
|                            | Workers                                | Mehmood Jamshed            | 1 091                   | 2,41                    |
|                            | Popoli Cristiani                       | Des Coke                   | 363                     | 0,80                    |
|                            |                                        |                            |                         |                         |
| Iscritti                   | Iscritti                               | Iscritti                   | 77 272                  | 100,00                  |
| ↳ Votanti (% su iscritti)  | ↳ Votanti (% su iscritti)              | ↳ Votanti (% su iscritti)  | 45 255                  | 58,57                   |
| ↳ Astenuti (% su iscritti) | ↳ Astenuti (% su iscritti)             | ↳ Astenuti (% su iscritti) | 32 017                  | 41,43                   |
|                            |                                        |                            |                         |                         |
|                            | Esito: collegio confermato a Laburista |                            |                         |                         |

### Elezioni negli anni 2010
| Partito                    | Partito                                | Candidato                  | Risultati 12 dicembre 2019 | Risultati 12 dicembre 2019 |
| Partito                    | Partito                                | Candidato                  | Voti                       | %                          |
| -------------------------- | -------------------------------------- | -------------------------- | -------------------------- | -------------------------- |
|                            | Laburista                              | Siobhain McDonagh          | 27 964                     | 61,08                      |
|                            | Conservatore                           | Toby Williams              | 11 482                     | 25,08                      |
|                            | Lib Dem                                | Luke Taylor                | 3 717                      | 8,12                       |
|                            | Brexit                                 | Jeremy Maddocks            | 1 202                      | 2,63                       |
|                            | Verdi                                  | Pippa Maslin               | 1 160                      | 2,53                       |
|                            | Popoli Cristiani                       | Des Coke                   | 260                        | 0,57                       |
|                            |                                        |                            |                            |                            |
| Iscritti                   | Iscritti                               | Iscritti                   | 70 014                     | 100,00                     |
| ↳ Votanti (% su iscritti)  | ↳ Votanti (% su iscritti)              | ↳ Votanti (% su iscritti)  | 45 785                     | 65,39                      |
| ↳ Astenuti (% su iscritti) | ↳ Astenuti (% su iscritti)             | ↳ Astenuti (% su iscritti) | 24 229                     | 34,61                      |
|                            |                                        |                            |                            |                            |
|                            | Esito: collegio confermato a Laburista |                            |                            |                            |

| Partito                    | Partito                                | Candidato                  | Risultati 8 giugno 2017 | Risultati 8 giugno 2017 |
| Partito                    | Partito                                | Candidato                  | Voti                    | %                       |
| -------------------------- | -------------------------------------- | -------------------------- | ----------------------- | ----------------------- |
|                            | Laburista                              | Siobhain McDonagh          | 33 039                  | 68,66                   |
|                            | Conservatore                           | Alicia Kearns              | 11 664                  | 24,24                   |
|                            | Lib Dem                                | Claire Mathys              | 1 494                   | 3,10                    |
|                            | UKIP                                   | Richard Hilton             | 1 054                   | 2,19                    |
|                            | Verdi                                  | Laura Collins              | 644                     | 1,34                    |
|                            | Popoli Cristiani                       | Des Coke                   | 223                     | 0,46                    |
|                            |                                        |                            |                         |                         |
| Iscritti                   | Iscritti                               | Iscritti                   | 68 740                  | 100,00                  |
| ↳ Votanti (% su iscritti)  | ↳ Votanti (% su iscritti)              | ↳ Votanti (% su iscritti)  | 48 118                  | 70,00                   |
| ↳ Astenuti (% su iscritti) | ↳ Astenuti (% su iscritti)             | ↳ Astenuti (% su iscritti) | 20 622                  | 30,00                   |
|                            |                                        |                            |                         |                         |
|                            | Esito: collegio confermato a Laburista |                            |                         |                         |

| Partito                    | Partito                                | Candidato                  | Risultati 7 maggio 2015 | Risultati 7 maggio 2015 |
| Partito                    | Partito                                | Candidato                  | Voti                    | %                       |
| -------------------------- | -------------------------------------- | -------------------------- | ----------------------- | ----------------------- |
|                            | Laburista                              | Siobhain McDonagh          | 27 380                  | 60,65                   |
|                            | Conservatore                           | Paul Holmes                | 10 458                  | 23,17                   |
|                            | UKIP                                   | Richard Hilton             | 4 287                   | 9,50                    |
|                            | Verdi                                  | Mason Redding              | 1 422                   | 3,15                    |
|                            | Lib Dem                                | Diana Coman                | 1 378                   | 3,05                    |
|                            | Popoli Cristiani                       | Des Coke                   | 217                     | 0,48                    |
|                            |                                        |                            |                         |                         |
| Iscritti                   | Iscritti                               | Iscritti                   | 68 500                  | 100,00                  |
| ↳ Votanti (% su iscritti)  | ↳ Votanti (% su iscritti)              | ↳ Votanti (% su iscritti)  | 45 142                  | 65,90                   |
| ↳ Astenuti (% su iscritti) | ↳ Astenuti (% su iscritti)             | ↳ Astenuti (% su iscritti) | 23 358                  | 34,10                   |
|                            |                                        |                            |                         |                         |
|                            | Esito: collegio confermato a Laburista |                            |                         |                         |

| Partito                    | Partito                                | Candidato                  | Risultati 6 maggio 2010 | Risultati 6 maggio 2010 |
| Partito                    | Partito                                | Candidato                  | Voti                    | %                       |
| -------------------------- | -------------------------------------- | -------------------------- | ----------------------- | ----------------------- |
|                            | Laburista                              | Siobhain McDonagh          | 24 722                  | 56,45                   |
|                            | Conservatore                           | Melanie Hampton            | 11 056                  | 25,24                   |
|                            | Lib Dem                                | Diana Coman                | 5 202                   | 11,88                   |
|                            | BNP                                    | Tony Martin                | 1 386                   | 3,16                    |
|                            | UKIP                                   | Andrew Mills               | 857                     | 1,96                    |
|                            | Verdi                                  | Smarajit Roy               | 381                     | 0,87                    |
|                            | Indipendente                           | Rathy Alagaratnam          | 155                     | 0,35                    |
|                            | Indipendente                           | Ernest Redgrave            | 38                      | 0,09                    |
|                            |                                        |                            |                         |                         |
| Iscritti                   | Iscritti                               | Iscritti                   | 65 370                  | 100,00                  |
| ↳ Votanti (% su iscritti)  | ↳ Votanti (% su iscritti)              | ↳ Votanti (% su iscritti)  | 43 798                  | 67,00                   |
| ↳ Astenuti (% su iscritti) | ↳ Astenuti (% su iscritti)             | ↳ Astenuti (% su iscritti) | 21 572                  | 33,00                   |
|                            |                                        |                            |                         |                         |
|                            | Esito: collegio confermato a Laburista |                            |                         |                         |

### Elezioni negli anni 2000
| Partito                    | Partito                                | Candidato                  | Risultati 5 maggio 2005 | Risultati 5 maggio 2005 |
| Partito                    | Partito                                | Candidato                  | Voti                    | %                       |
| -------------------------- | -------------------------------------- | -------------------------- | ----------------------- | ----------------------- |
|                            | Laburista                              | Siobhain McDonagh          | 22 489                  | 56,41                   |
|                            | Conservatore                           | Andrew Shellhorn           | 9 929                   | 24,90                   |
|                            | Lib Dem                                | Jo A.E. Christie-Smith     | 5 583                   | 14,00                   |
|                            | Verdi                                  | Thomas Walsh               | 1 395                   | 3,50                    |
|                            | Veritas                                | Adrian Roberts             | 286                     | 0,72                    |
|                            | Indipendente                           | Rathy Alagaratnam          | 186                     | 0,47                    |
|                            |                                        |                            |                         |                         |
| Iscritti                   | Iscritti                               | Iscritti                   | 65 143                  | 100,00                  |
| ↳ Votanti (% su iscritti)  | ↳ Votanti (% su iscritti)              | ↳ Votanti (% su iscritti)  | 39 868                  | 61,20                   |
| ↳ Astenuti (% su iscritti) | ↳ Astenuti (% su iscritti)             | ↳ Astenuti (% su iscritti) | 25 275                  | 38,80                   |
|                            |                                        |                            |                         |                         |
|                            | Esito: collegio confermato a Laburista |                            |                         |                         |

| Partito                    | Partito                                | Candidato                  | Risultati 7 giugno 2001 | Risultati 7 giugno 2001 |
| Partito                    | Partito                                | Candidato                  | Voti                    | %                       |
| -------------------------- | -------------------------------------- | -------------------------- | ----------------------- | ----------------------- |
|                            | Laburista                              | Siobhain McDonagh          | 22 936                  | 60,42                   |
|                            | Conservatore                           | Henry Stokes               | 9 151                   | 24,11                   |
|                            | Lib Dem                                | Nicholas Harris            | 3 820                   | 10,06                   |
|                            | Verdi                                  | Thomas Walsh               | 926                     | 2,44                    |
|                            | BNP                                    | John Tyndall               | 642                     | 1,69                    |
|                            | UKIP                                   | Adrian Roberts             | 486                     | 1,28                    |
|                            |                                        |                            |                         |                         |
| Iscritti                   | Iscritti                               | Iscritti                   | 65 676                  | 100,00                  |
| ↳ Votanti (% su iscritti)  | ↳ Votanti (% su iscritti)              | ↳ Votanti (% su iscritti)  | 37 961                  | 57,80                   |
| ↳ Astenuti (% su iscritti) | ↳ Astenuti (% su iscritti)             | ↳ Astenuti (% su iscritti) | 27 715                  | 42,20                   |
|                            |                                        |                            |                         |                         |
|                            | Esito: collegio confermato a Laburista |                            |                         |                         |

## Risultati dei referendum

### Referendum sulla permanenza del Regno Unito nell'Unione europea del 2016
|             | Collegio           | Lasciare UE % | Rimanere in UE % |
| ----------- | ------------------ | ------------- | ---------------- |
|             | Mitcham and Morden | 44,7%         | 55,3%            |
|             | Inghilterra        | 53,3%         | 46,7%            |
| Regno Unito | 51,9%              | 48,1%         |                  |